# كينغسلي ديفيس
كينغسلي ديفيس (بالإنجليزية: Kingsley Davis)‏ هو عالم سكان ومؤرخ أمريكي، ولد في 20 أغسطس 1908 في مقاطعة جونز في الولايات المتحدة، وتوفي في 27 فبراير 1997 في ستانفورد في الولايات المتحدة.

## وصلات خارجية
- كينغسلي ديفيس على موقع الموسوعة البريطانية (الإنجليزية)